# 콘스탄티노스 카라테오도리
콘스탄티노스 카라테오도리(현대 그리스어: Κωνσταντίνος Καραθεοδωρή, 프랑스어: Constantin Carathéodory 콩스탕탱 카라테오도리[*], 1873년 9월 13일 ~ 1950년 2월 2일)는 그리스의 수학자이다. 측도론의 연구로 널리 알려졌다.

## 생애
1873년 베를린에서 태어났다. 괴팅겐 대학교에서 1904년 헤르만 민코프스키의 지도 하에 박사학위를 받았고 1905년 하빌리타치온을 얻었다. 터키 독립 전쟁 도중의 그리스의 이즈미르 점령 기간에는 스미르나 이오니아 대학교(Ιωνικό Πανεπιστήμιο Σμύρνης)에서 잠시 교수로 재직하기도 했다.
1950년 2월 2일 뮌헨에서 사망하였다.

## 같이 보기
- 영역 (해석학)